# Villa Medicea dell'Ambrogiana

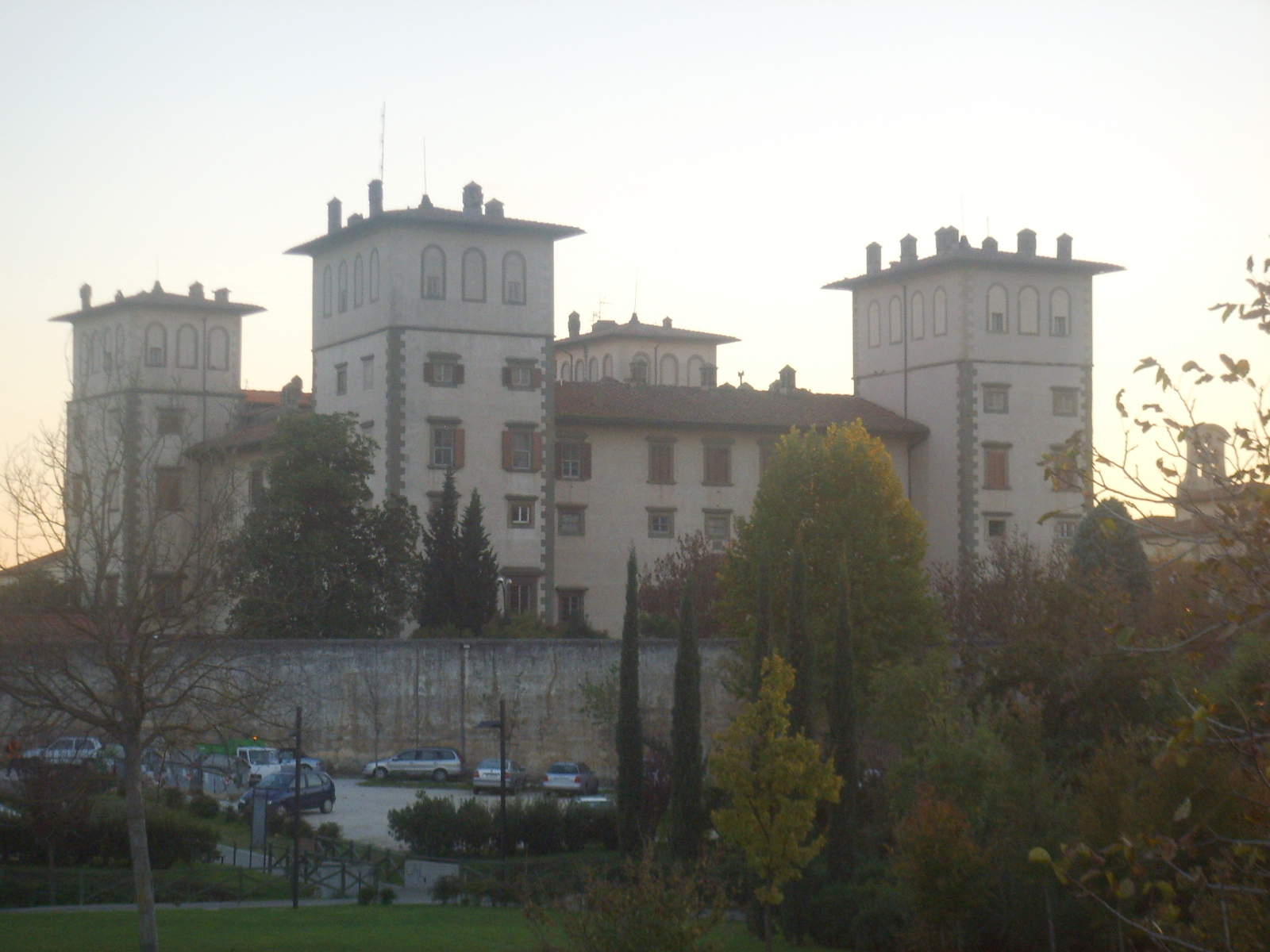
Aspecto actual da Villa Medicea dell'Ambrogiana.

A Villa Medicea dell'Ambrogiana é um antigo palácio da Família Médici que se encontra numa posição cenográfica junto à pequena cidade de Montelupo Fiorentino.

## História

### Francisco I e Bartolomeo Ammannati

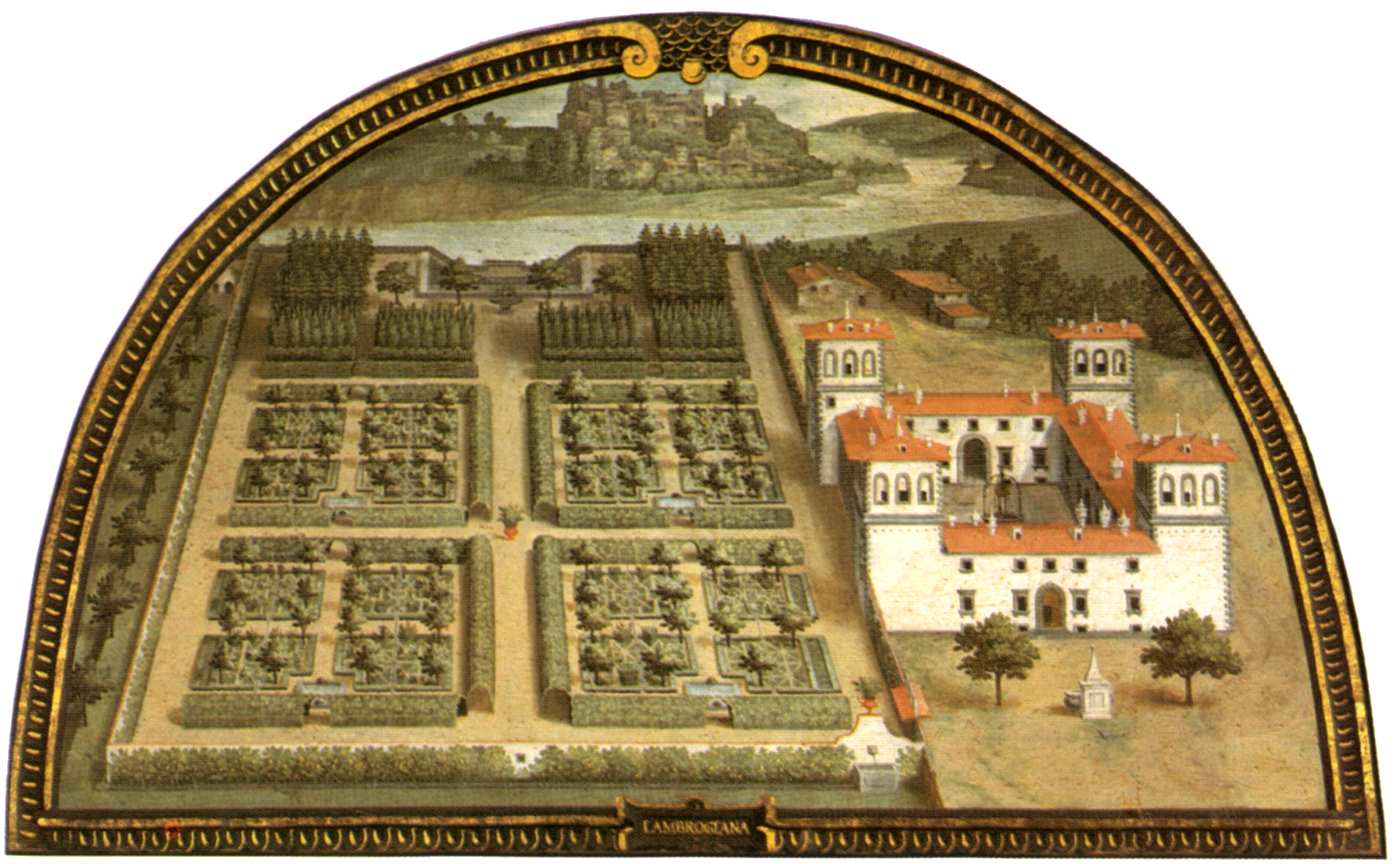
A Villa Medicea dell'Ambrogiana numa luneta de Giusto Utens, Museo di Firenze com'era, Florença.

O nome da villa deriva da família dos Ambrogi, dos quais os Médici adquiriram a propriedade, onde se ergueria mais tarde o palácio, antes de 1574.
Daquele ano existe, de facto, documentação dos trabalhos executados, por conta de Francisco I de Médici, por Bartolomeo Ammannati e pelo seu ajudante Giovanni Antonio Dosio.
O aspecto resultante desta execução, embora não apresentasse elementos originais, foi um dos mais majestosos entre todas as villas dos Médici: quatro sólidas torres com uma loggia em cada um dos topos, realçadas no século XVIII, destacam-se nas esquinas do corpo principal, formado por quatro grandes alas que cercam um amplo pátio central. O revestimento com reboco branco é típico das villas toscanas, assim como os contornos, as janelas e os portais enquadrados por molduras em arenito. Longe dos outros edifícios, na margem esquerda do Arno e próxima da confluência com o Pesa, a villa domina toda a paisagem circundante e, com o seu perfil inconfundível, pode ver-se a partir de todas as colinas da planura circundante, claro exemplo de villa-fortaleza representante fisicamente do domínio do príncipe no território.
O jardim, hoje desaparecido, foi apresentado na luneta de Giusto Utens, criada para a Sala das Villas da Villa Medicea di Artimino e actualmente no Museo Topografico di Firenze com'era, de Florença. Este situava-se frente à villa e chegava até ao ponto de embarque no rio Pesa; era composto por quatro quadrados geométricos delimitados por canteiros com plantas de folha persistente, compreendendo ainda uma gruta artificial, escavada no desnível existente na direcção do Arno e realizada por Giovan Battista Ferrucci del Tadda.
Além de ser vizinha do Arno, tinha ainda a vantagem de estar no centro da enormíssima propriedade de caça dos Médici, a qual, através de outras villas contíguas (Artimino, Poggio a Caiano, La Magia e Montevettolini), compreendia quase toda a área do Monte Albano. Deste modo, foi frequentemente usada para estadias de laser, permitindo as actividades de caça, e também como lugar de pernoita nas frequentes deslocações entre Florença e Pisa.

### Cosme III
Esta villa foi a residência predilecta de Cosme III, que aqui reuniu algumas das suas colecções de pinturas, de exemplares botânicos e naturalistas, mandando embelezar os ambientes por Ferdinando Tacca. Em 1677 mandou construir uma loggia para hospedar o "Gabinete de História Naural", onde o médico grão-ducal Francesco Redi executou algumas experiências e cruzamentos em animais raros que chegavam propositadamente à villa, como a ave indiana "caracos", encontrado na praia de Grosseto, o papagaio branco das Índias, do tamanho duma galinha, ou a cegonha negra. Não faltavam as aberrações da natureza, pontualmente descritas e retratadas por Bartolomeo Bimbi, mas talvez exageradas pelo gosto pelo capricho grotesco do século XVII: como a vitela e ovelha bicéfala, ou seja, com duas cabeças cada uma. 
Por outro lado, sendo ele profundamente religioso (alguns diriam "fanaticamente" religioso), mandou construir no recinto do complexo um convento dedicado a São Pedro de Alcântara, onde mandou instalar monges vindos propositadamente de Espanha.

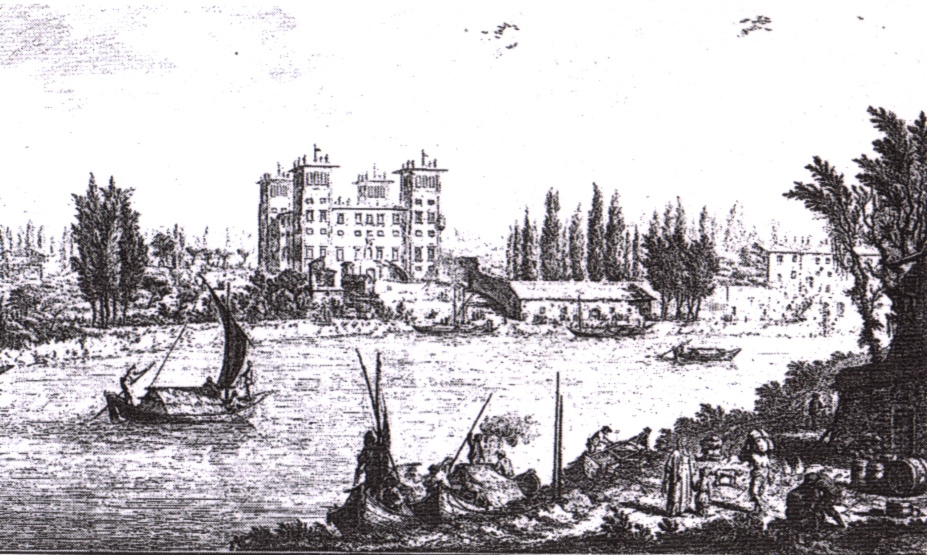
A Villa Medicea dell'Ambrogiana, gravura setecentista de Giuseppe Zocchi.

### Os séculos seguintes
A villa foi alterada no século XVIII com a criação dum ulterior andar realçado que a tornou ainda mais espectacular. No entanto, no século XIX, por iniciativa de Leopoldo II, foi transformada numa casa de tratamento para doentes mentais. Esta triste sorte era uma consequência da visão utilitarista que os últimos grão-duques, da Casa de Lorena, tiveram do sistema de villas, as quais espoliaram e alienaram a privados, com excepção de pouquíssimas excepções. 
A villa tornou-se, no século XX, num manicómio criminal, hospedando actualmente o Instituto Penitenciário Criminal.